# Análipsi (ort i Grekland, Joniska öarna)
Análipsi (Analipsi) är en ort i Grekland.   Den ligger i prefekturen Nomós Kerkýras och regionen Joniska öarna, i den västra delen av landet, 400 km nordväst om huvudstaden Aten. Análipsi ligger 50 meter över havet och antalet invånare är 141. Den ligger på ön Korfu.
Terrängen runt Análipsi är kuperad åt nordväst, men åt sydost är den platt. Havet är nära Análipsi åt sydost.  Närmaste större samhälle är Korfu, 12,2 km sydost om Análipsi. 